# Neues Schloss (Rabenstein)

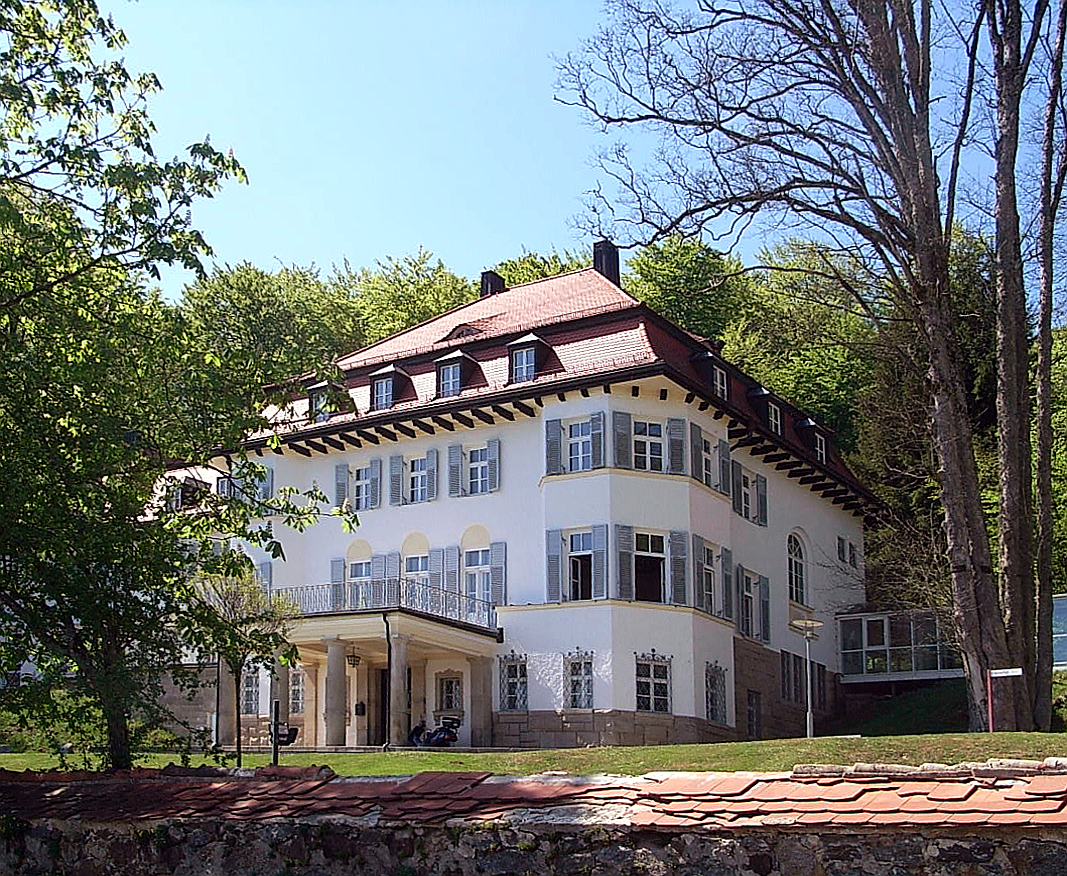
Neues Schloss Rabenstein (2007)

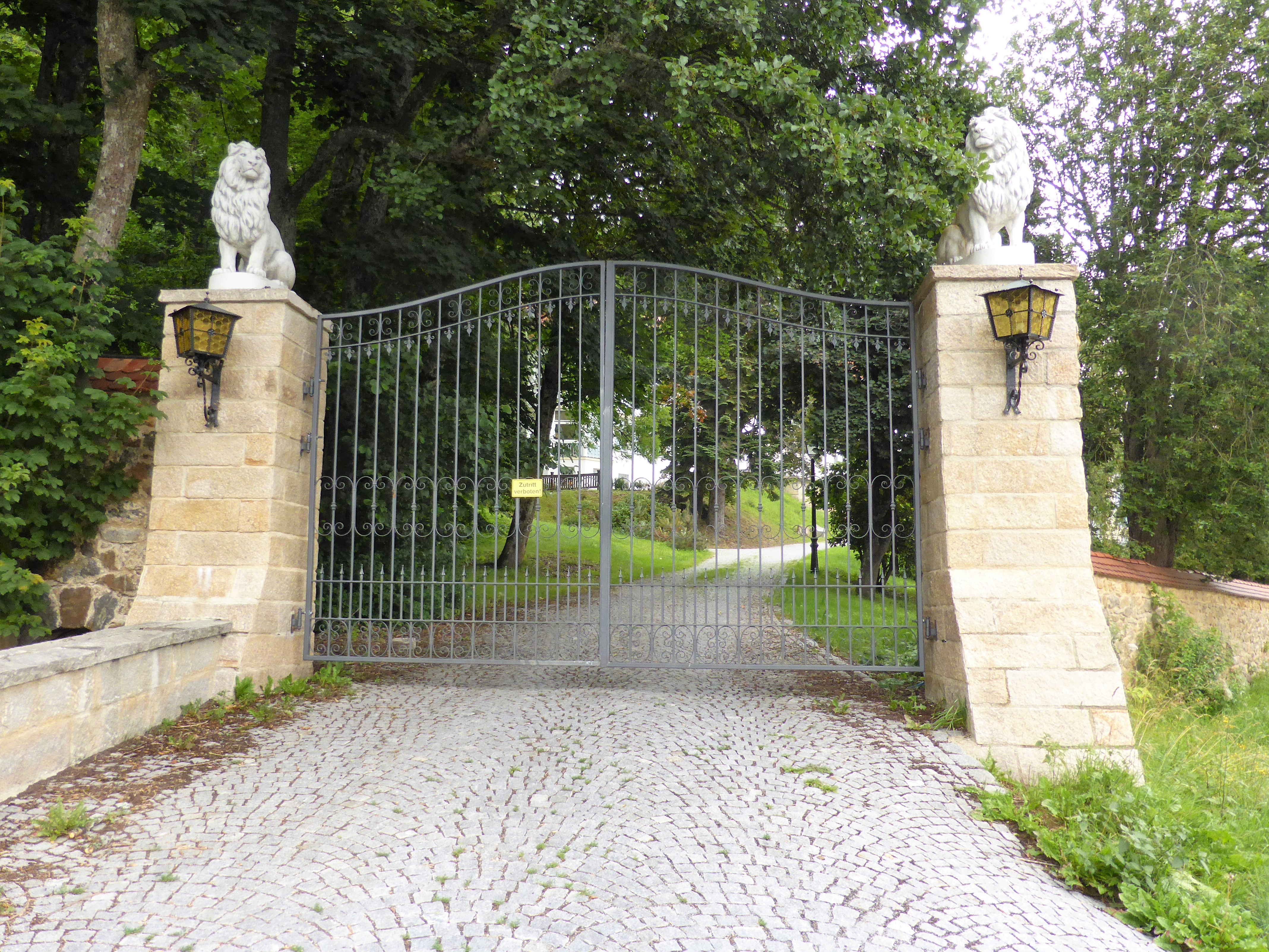
Zufahrtstor mit zwei steinernen Löwen und Teil der Schlossmauer am Neuen Schloss Rabenstein (2018)

Das Neue Schloss befindet sich in Rabenstein, einem Ortsteil der niederbayerischen Stadt Zwiesel im Landkreis Regen. Das denkmalgeschützte Gebäude ist als Baudenkmal unter der Aktennummer D-2-76-148-33 eingetragen.

## Beschreibung
Dieser ehemalige Herrensitz der Poschinger stammt aus dem ersten Viertel des 20. Jahrhunderts. Der dreigeschossige und dreiflügelige Bau besitzt Mansardwalmdächer. Im Nordflügel befindet sich eine Säulenvorhalle von 1913/14. Die Hofmauer ist aus Bruchsteinen gefertigt und mit Ziegeln abgedeckt.

## Geschichte
Die Gegend von Zwiesel und Rabenstein ist vom Kloster Niederaltaich an die Degenberger übergegangen. Dieser sich über viele Jahre hinziehende Prozess der „Entfremdung“ von Klostergütern endete 1539, als das Kloster in einem Kaufvertrag die gesamte Grundherrschaft an die Freiherrn von Degenberg abtritt. Die Degenberger achteten auf die wirtschaftliche Prosperität der Glashütten. Nach dem Aussterben der Degenberger wurde die Gegend 1607/09 dem Herzog Maximilian I. zuerkannt und seit diesem Zeitpunkt gehört die Gegend den Wittelsbacherschen Herzögen, die ihr Interesse an dem Hüttenwesen z. B. durch die Nobilitierung mehrerer Hüttenmeister bezeugten.

### Altes Schloss Rabenstein
In den degenbergischen Salbüchern von 1518 und 1582 werden Glashütten in Zwiesel und Rabenstein genannt. Es sind die Hüttenmeister der Rabensteiner, die hier Glas produzieren. 1552 wird hier der Hüttenherr Thomas Rabensteiner erwähnt, dem Hans Rabensteiner folgte. 1604 sitzt Adam Rabensteiner auf der Hütte. 1636 verkaufte das Landgericht Zwiesel das Hüttengut Rabenstein an Jakob Greiner. 1741 erwarb es Franz Hilz (Hulz), 1669 ist ein Leonhard Vischer als Besitzer bezeugt und 1672 ist es Michael Stadler. 1744 wurde Felix Martin Kie(ß)sling, der die Witwe Anna Maria Hilz, geb. Stadler, geheiratet hatte, Hüttenmeister. Der Sohn Johann Michael Kiesling übernahm 1778 den Betrieb und unter ihm wurde 1785  das erste Schloss in Rabenstein errichtet. Allerdings wird bereits in der Beschreibung des Landgerichtes Zwiesel 1755 neben zwei Glashütten (Regenhütte und Althütte) sowie einer Mahl- und Sägemühle in Rabenstein ein Schloss genannt. Nächster Besitzer war Kajetan Kiesling, dessen einziger Sohn Max verstarb 1845 im Alter von 21 Jahren und so verkauften die Kieslingschen Erben am 15. Januar 1847 ihr Gut an den Bayerischen Staat.

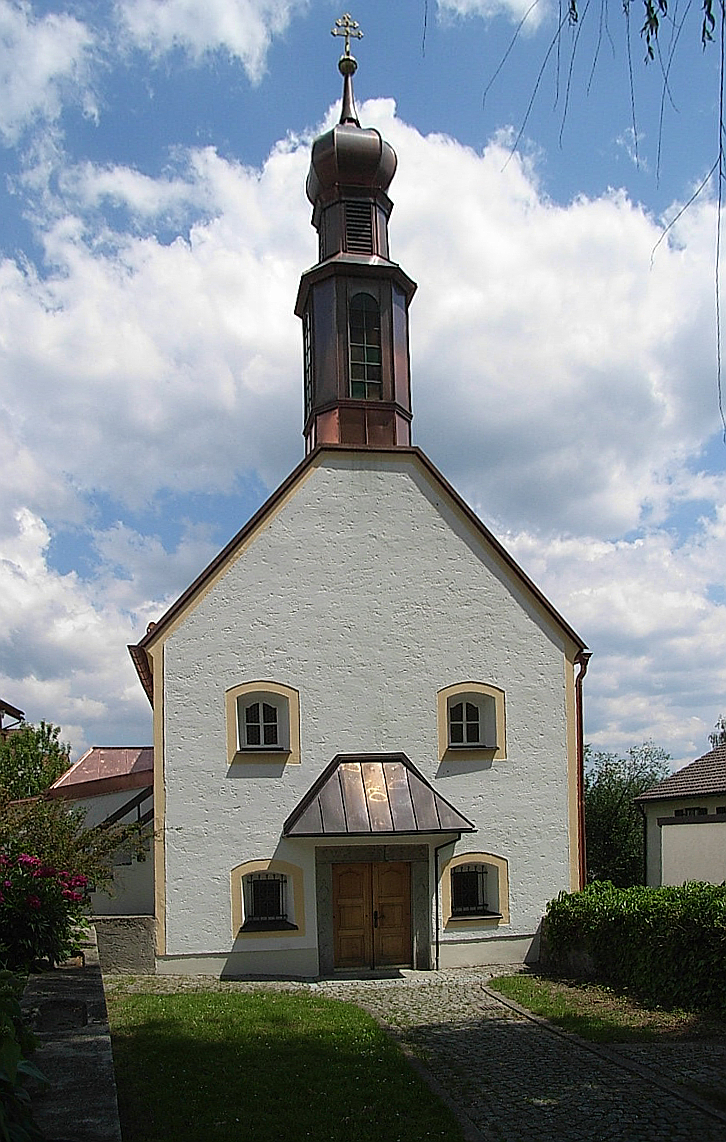
Kapelle St. Georg in Rabenstein (2007)

Das Herrenhaus wurde von einem königlichen Revierförster bezogen und diente in der Folge als Forstamt. Bei  einem Brand am 17. Dezember 1961 wurde es durch einen Brand zerstört danach komplett abgerissen; seine ehemaligen Umrisse auf dem Dorfplatz markiert. Erhalten blieb die am 15. Oktober 1816 geweihte Georgs-Kapelle in Rabenstein. Der von 1767 stammende und aus massiven Steinmauern errichtete Forststadel wurde, da die Schlosskapelle St. Georg zu klein geworden war,  von 1964 bis 1966 zur Filialkirche St. Johannes Nepomuk umgestaltet und mit einem neuen Turm ausgestattet.

### Villa Steigerwald (Rabenstein)
Die Villa Steigerwald war eine im Jahr 1855 im venezianischen und schweizerischen Baustil erbaute Holzvilla in Rabenstein. Sie war der Herrensitz von Wilhelm Steigerwald und seiner Familie. Nach fünfjähriger Bauzeit lebte er dort mit seiner Frau Henriette, geb. Reinhold, und seinen Kindern Wilhelm und Henriette. Nach seinem Tod im Jahr († 1869) bewohnte seine Witwe Henriette bis zu ihrem Tod im Jahr 1872 die Villa. Die Mutter vererbte das Herrenhaus ihrer Tochter Henriette, verh. Poschinger. Bereits 1880 erwarb Ignaz Conradt aus München die baufällig gewordene Villa, wobei diese ab 1883 als Pension genutzt wurde.
Im Jahr 1912 kaufte Egon von Poschinger, der Sohn von Henriette und Wilhelm von Poschinger, die Villa und ließ sie abbrechen. 1913/14 errichtete er an gleicher Stelle das heutige Neue Schloss Rabenstein.

### Neues Schloss Rabenstein
Bis zum Ende des Zweiten Weltkrieges residierten dort Egon und Hans von Poschinger, die Besitzer der Glashütte Theresienthal. Während des Zweiten Weltkrieges suchten die Brüder aus Kostengründen ohne Erfolg nach einem Käufer. Nach dem Kriegsende nahmen die Amerikaner das Schloss in Beschlag und es wurde eine Kompanie Soldaten der US-Armee einquartiert.
Im Herbst 1945 verpachteten die Brüder das Anwesen an den Caritas Verband Passau als „Alters- und Siechenheim“; das Schloss diente nun als Pflegestätte für alte und behinderte Menschen, die von Ordensschwestern der Caritas betreut wurden. Mitte der 1950er Jahre erwarb die Firma Kugelfischer das Schloss und den zugehörenden Park; das renovierte Haus, genannt „Ferienheim Haus Schäfer“, wurde zu einer Erholungsstätte für die Betriebsangehörigen der Kugelfischer AG. 1995 wurde das Ensemble an die SanWald-Kliniken-AG verkauft. In dieser Zeit wurde ein nach Norden weisender Erweiterungstrakt errichtet und das Anwesen wurde unter dem Namen „Klinik Schloss Rabenstein“ als Mutter-Kind-Erholungsklinik bis 2005 genutzt. Dann meldete der Betreiber Insolvenz an und der Betrieb wurde eingestellt; es dauerte allerdings bis 2011, bis ein Käufer gefunden werden konnte.
2011 erfolgte der Ankauf des Anwesens durch die Helmlock Association mit Sitz auf den Seychellen, die Pläne für ein 5-Sterne-Hotel und eine gerontologische Klinik entwickelte. Die bereits in die Wege geleiteten bebauungsplanwidrigen Bauarbeiten mussten eingestellt werden. 2016 schloss die Dorint-Hotelgruppe einen Nutzungsvertrag als 4-Sterne-Superior-Hotel ab und plante für 2016 mit einer Hoteleröffnung. Zu einer Hoteleröffnung ist es allerdings nicht gekommen, denn 2018 erscheint hier die RIMC Hotels & Resorts Gruppe mit Hauptsitz in Hamburg. Seit Anfang 2019 ist die TRS-Space Grundstücksverwaltungs GmbH aus Stutensee in Baden-Württemberg der Eigentümer der Anlage, der einen anderen Betreiber für das Anwesen in Aussicht genommen hat.